# 페터 자이젠바허
페터 자이젠바허(독일어: Peter Seisenbacher, 1960년 3월 25일~)는 오스트리아의 유도 선수이자, 지도자이다. 11984년과 1988년 하계 올림픽에서 미들급 금메달을 획득했다.

## 경력
빈에서 태어났다. 1977년에 오스트리아 유소년 국가대표로 발탁되어 서독의 베를린에서 열린 유럽 유스 선수권 대회에서 5위에 올랐다. 이후 1979년에 처음으로 성인 국가대표 선수로 발탁되어 5월에 빈에서 열린 올림픽 대비 국제 유도 대회를 통해 국제 대회에 처음으로 출전했다. 그는 이 대회 웰터급에서 동독의 하랄트 하인케와 스위스의 알프레트 윌치의 뒤를 이어 이탈리아의 루이지 나스티와 함께 3위의 성적을 냈다. 같은 해 9월에는 영국 에든버러에서 열린 1978년 유럽 주니어 선수권 대회에서 동메달을 획득했다.
이후 체급을 웰터급에서 미들급으로 올렸고, 1980년 5월에는 빈에서 열린 1980년 유럽 선수권 대회에서 소련의 알렉산드르 야츠케비치의 뒤를 이어 준우승을 차지했다. 같은 해 7월에는 소련 모스크바에서 열린 1980년 하계 올림픽에 참가하였으며, 첫 상대인 조선민주주의인민공화국의 박종철에게 패하여 탈락, 첫 올림픽을 마쳤다. 9월에는 그라츠에서 열린 세계 군인 유도 선수권 대회에서 대한민국의 김원길의 뒤를 이어 은메달을 획득했다. 
1981년 3월에는 헝가리 부다페스트에서 열린 헝가리컵에서 일본의 호시 기미오의 뒤를 이어 준우승을 차지했고, 6월에는 미국 콜로라도스프링스에서 열린 세계 군인 선수권 대회에서 이탈리아의 발테르 아르젠틴를 꺾으며, 국제 대회 첫 우승을 차지했다. 같은 해 7월에는 폴란드 그단스크에서 열린 폴란드 오픈에서 동독의 데틀레프 울치와 서독의 아달베르트 미살라의 뒤를 이어 이탈리아의 마리오 베키와 함께 동메달을 획득했다. 1982년 4월에는 루마니아 트르고비슈테에서 열린 루마니아 오픈에서 동독의 베른트 슐체를 누르고 우승을 차지했다. 그 해 5월에는 동독 로스토크에서 열린 1982년 유럽 선수권 대회에 참가하였으나 7위에 머물렀다. 같은 해 8월에는 브라질 상파울루에서 열린 세계 군인 선수권 대회에 참가하였으며, 이 대회에서 미들급과 무제한급 두 체급에 출전했다. 미들급에서는 프랑스의 파비앵 카뉘를 누르고 우승했으며, 무제한급에서는 핀란드의 하리 아흐데스매키와 공동으로 이탈리아의 마리노 베카체체와 네덜란드의 빌리 빌헐름의 뒤를 이어 3위에 올랐다. 이후 9월에 바르샤바에서 열린 폴란드 오픈에서 3위에 오르기도 했다. 이후 1983년 5월에는 프랑스 파리에서 열린 1983년 유럽 선수권 대회에 참가하였으며, 소련의 비탈리 페스냐크의 뒤를 이어 준우승을 차지했다. 같은 해 10월에는 모스크바에서 열린 1983년 세계 선수권 대회에서 프랑스의 카뉘와 일본의 노세 세이키에게 패하며 5위에 머물렀다.
1984년 1월 파리 투어에서 우승을 한 후 2월에 빈에서 열린 마츠마에 컵에서 준우승, 4월에 열린 독일 오픈에서 우승하는 등 국제 대회에서 실적을 올렸으며, 5월에는 벨기에 리에주에서 열린 1984년 유럽 선수권 대회에 참가하여 소련의 페스냐크와 동독의 롤란트 보라프스키의 뒤를 이어 네덜란드의 벤 스페이커르스와 함께 공동 동메달을 획득했다. 같은 해 8월에는 미국 로스앤젤레스에서 열린 1984년 하계 올림픽에 참가했고 미들급에서 금메달을 획득했다. 그는 유고슬라비아의 스탄코 로파티치, 중화 타이베이의 장서우중, 일본의 노세, 프랑스의 카뉘를 차례로 꺾으며 결승에 올랐고, 결승에서는 미국의 로버트 버랜드를 한판승으로 꺾으며 금메달을 획득했다. 이 활약으로 오스트리아 올해의 스포츠인으로 선정되었다. 
1985년 9월에는 대한민국의 서울에서 열린 1985년 세계 선수권 대회에서 불가리아의 게오르기 페트로프를 누르고 우승을 차지했다. 세계 선수권 대회 우승 공로로 지난해에 이어 오스트리아 올해의 스포츠인으로 선정되었다.
1986년에는 베오그라드에서 열린 1986년 유럽 선수권 대회에서 금메달을 획득했다. 1988년에는 서울에서 열린 1988년 하계 올림픽에서 금메달을 획득하며 2연속으로 올림픽 우승자가 되었다.
은퇴한 후, 고국인 오스트리아와 조지아(2010~12), 아제르바이잔(2012~14) 국가대표 감독을 지냈다. 그의 지도 아래 조지아는 유럽 선수권 대회에서 2개의 금메달, 3개의 은메달, 4개의 동메달, 세계 선수권에서 1개의 동메달, 2012년 하계 올림픽에서 금메달 1개를 획득하였다.